# Scholzita
La scholzita és un mineral de la classe dels fosfats. Va rebre el nom l'any 1949 en honor d'Adolph Scholz (1894-1950), químic i col·leccionista de minerals de Ratisbona, Alemanya. La fórmula va ser revisada per Strunz i Tennyson el 1956.

## Característiques
La scholzita és un fosfat de fórmula química CaZn₂(PO₄)₂·2H₂O. Cristal·litza en el sistema ortoròmbic. La seva duresa a l'escala de Mohs es troba entre 3 i 3,5.
Segons la classificació de Nickel-Strunz, la scholzita pertany a «08.C - Fosfats sense anions addicionals, amb H₂O, amb cations de mida petita i mitjana» juntament amb els següents minerals: fransoletitaparafransoletita, ehrleïta, faheyita, gainesita, mccril·lisita, selwynita, pahasapaïta, hopeïta, arsenohopeïta, warikahnita, fosfofil·lita, parascholzita, keyita, pushcharovskita, prosperita, gengenbachita i parahopeïta.

## Formació i jaciments
Va ser descoberta a les pegmatites de la localitat de Hagendorf, a Waidhaus, a l'Alt Palatinat (Alemanya). Tot i tractar-se d'una espècie no gaire habitual ha estat descrita en tots els continents del planeta a excepció de l'Antàrtida.